# Otto Ammon
Otto Ammon, född 7 december 1842 i Karlsruhe, död där 14 januari 1916, var en tysk antropolog.
Ammon var bosatt i sin födelsestad som privatlärd och gjorde sig känd genom sina tillämpningar av Charles Darwins teorier inom socialantropologin. Bland hans skrifter märks Die natürliche Auslese beim Menschen (1893), Die Gesellschaftsordnung und ihre natürlichen Grundlagen (1895; tredje upplagan 1900), Der Abänderungsspielraum (1896) och det på undersökningar av värnpliktiga och skolynglingar såsom material utarbetade stora verket Zur Anthropologie der Badener (1899).